# マリアニン
マリアニン（Marianín）ことマリアーノ・アリアス・チャモロ（Mariano Arias Chamorro、1946年5月18日 - ）は、スペイン・ファブロ出身の元サッカー選手。ポジションはフォワード。

## クラブ経歴
1971-72シーズン、当時セグンダ・ディビシオンに在籍していたクルトゥラル・レオネサでシーズン17ゴールを挙げると、翌シーズンにレアル・オビエドへと引き抜かれた。
オビエドでの1シーズン目、開幕からゴールを量産すると、第10節で首位を保っていたルイス・アラゴネスを追い抜き、得点ランキングトップに躍り出た。それ以降、後続に追いつかれることなくシーズン19ゴールでラ・リーガ得点王に輝いた。翌シーズンも12ゴールを記録するが、クラブは2部に降格してしまった。そんなマリアニンの元にはアトレティコ・マドリードやFCバルセロナから獲得オファーがあったが、マリアニンはこれら全てを断り、オビエドに残留した。そして迎えた2部リーグでは、順調に得点を積み重ね、キャリアハイの20ゴールをマーク。再びプリメーラに昇格できたオビエドに大きく貢献した。
1978年、古巣クルトゥラル・レオネサにて現役を引退した。

## 代表経歴
1973年、オビエドでの活躍からスペイン代表デビューを飾ったが、これ以降の出場機会はなかった。

## タイトル

### クラブ
レアル・オビエド
- セグンダ・ディビシオン : 1回 (1974-75)

### 個人
- ピチーチ賞 : 1回 (1972-73)